# Walter Schimana
Walter Schimana (Troppau, 12 marzo 1898 – Salisburgo, 12 settembre 1948) è stato un militare austriaco, funzionario delle SS.
Fu SS- und Polizeiführer nell'Unione Sovietica occupata nel 1942 e nella Grecia occupata dall'ottobre 1943: in questi territori fu responsabile di numerosi crimini di guerra e di altre atrocità. Fu arrestato dagli Alleati dopo la guerra e si suicidò mentre fu in attesa del processo.

## Carriera nelle SS

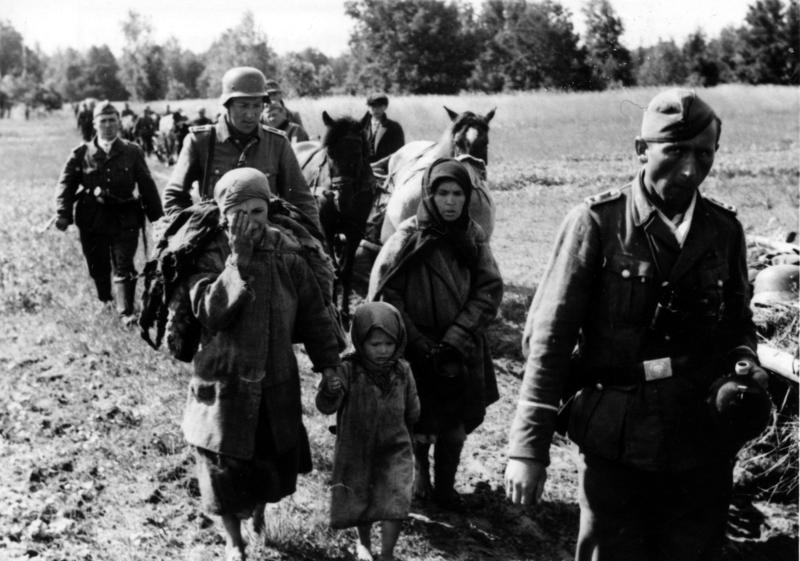
Gruppo di combattimento "Schimana" in Unione Sovietica, con donne e bambini non combattenti.

Schimana fu uno dei primi membri del partito nazista, il 7 dicembre 1926 con nº 49042, e si unì alle SA a Monaco. Dopo che i nazisti salirono al potere, nel 1934 entrò a far parte della Schutzpolizei con il grado di capitano. Nel 1936 Schimana fu trasferito alla Gendarmeria con il grado di maggiore. Dopo l'Anschluss fu trasferito alla Questura di Vienna come Comandante della Gendarmeria motorizzata per l'Austria. Il 15 agosto 1939 entrò a far parte delle SS con il grado di Standartenführer. 
Allo scoppio della guerra assunse il comando di un battaglione di gendarmeria da campo in Polonia, in Francia e poi nel Governatorato Generale fino al 1940. Ricoprì il comando di varie scuole della gendarmeria motorizzata, in seguito ricoprì altri incarichi nell'Ufficio principale della Ordnungspolizei dal 1940 al 1941.

## La seconda guerra mondiale e le atrocità

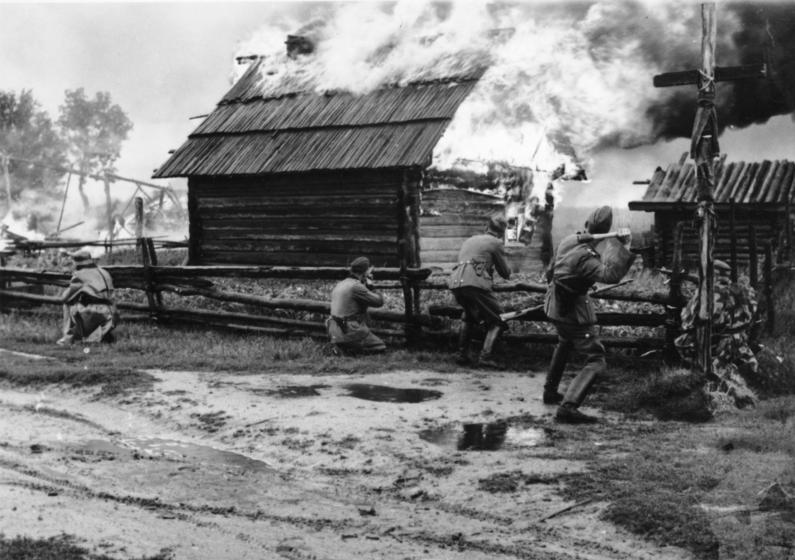
Membri dellOrdnungspolizei sotto il comando di Schimana attaccano un villaggio in Unione Sovietica nel 1942.

Il 4 settembre 1941 fu nominato SS- und Polizeiführer per l'area di Saratov, e successivamente per la Russia centrale fino al luglio 1942, prendendo parte alle operazioni di sicurezza della retroguardia. Dal 21 luglio 1942 al 15 luglio 1943 fu in Bielorussia, nel quartier generale a Minsk. Facendo riferimento a Friedrich Jeckeln, fu responsabile della formazione dei battaglioni Schutzmannschaft. Successivamente, fu addestrato come comandante di divisione e fu nominato comandante della neonata 14. Waffen-Grenadier-Division der SS fino all'ottobre 1943.
Il 18 ottobre, Schimana fu nominato SS- und Polizeiführer per la Grecia in sostituzione di Jürgen Stroop, carica che mantenne fino al ritiro delle forze tedesche dal paese nel settembre-ottobre 1944. Si dedicò attivamente alla persecuzione degli ebrei greci e della campagna contro il movimento di resistenza greco. In questa veste, fu determinante nella formazione dei famigerati Ellinika Tagmata Asphaleias (reparti di sicurezza composti da volontari greci). Dopo il ritiro tedesco, fu nominato SS- und Polizeiführer del Settore Danubio con sede a Vienna dove rimase in carica fino alla capitolazione tedesca.

## Arresto e suicidio
Dopo la capitolazione della Germania, Schimana fu arrestato dagli Alleati. Si suicidò prima del processo.